# Bart Sabel
Bart Sabel (25 november 1988) is een Nederlands honkballer.
Sabel maakte in 2007 zijn debuut in de hoofdklasse bij de Konica Minolta Pioniers uit Hoofddorp waarvoor hij drie seizoenen uitkwam als buitenvelder, achtervanger en tweede honkman en transfereerde in 2010 naar HCAW in Bussum waar hij twee seizoenen uitkwam. Sabel slaat en gooit rechts en staat opgesteld als buitenvelder.